# Sint-Blasiuskerk (Vlissegem)

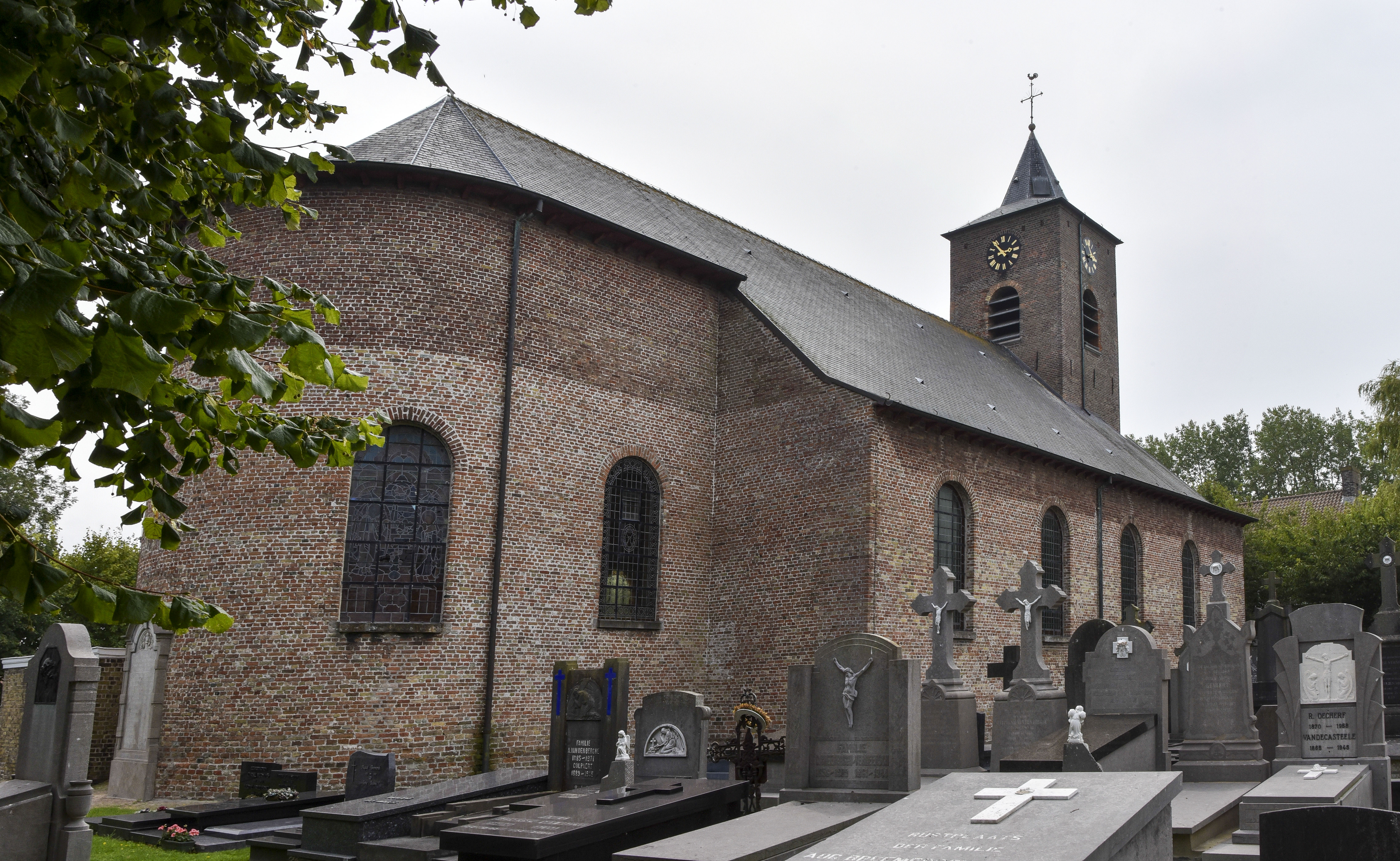
Sint-Blasiuskerk

De Sint-Blasiuskerk is een kerkgebouw in de West-Vlaamse deelgemeente Vlissegem. De kerk is toegewijd aan de heilige Blasius van Sebaste.

## Historiek
Zoals vele kerken een complexe bouwgeschiedenis hebben, is dit niet anders met deze kerk. In haar huidige vorm is het een neoclassicistisch gebouw. Vlissegem was nochtans reeds in de 10e eeuw een parochie met een bedehuis, zoals vermeld in een pauselijke oorkonde uit 988. Van voormalige kerken is niets bekend behalve dat de 17e-eeuwse zwaar te lijden had van oorlogsgeweld ten tijde van de Dertigjarige Oorlog en in 1619 moest worden herwijd. De opdracht voor de bouw van de huidige kerk kwam er in 1789 op initiatief van de Doornikse bisschop Wilhelm Florentin von Salm-Salm. Eerst in 1834 kon ze worden ingewijd.
Het is een driebeukige pseudobasiliek met gedeeltelijk ingebouwde westtoren, een schip en een koor met halfronde apsis, ten zuiden geflankeerd door een sacristie.
De kerk is omgeven door een ommuurd kerkhof met graven van een Vickers Wellingtonbemanning die tijdens de Tweede Wereldoorlog neerstortte in het dorp.

## Galerij

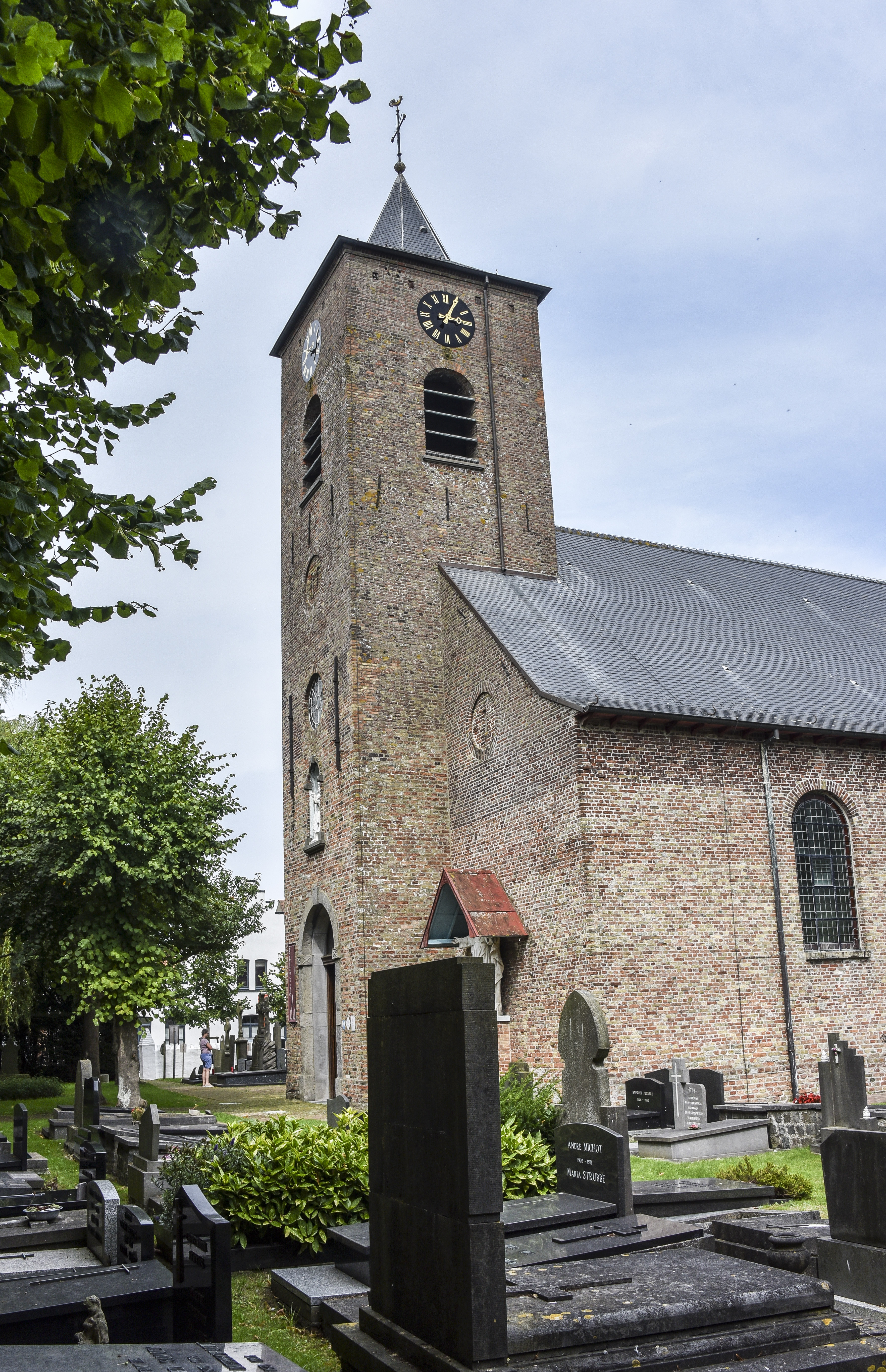
Kerktoren
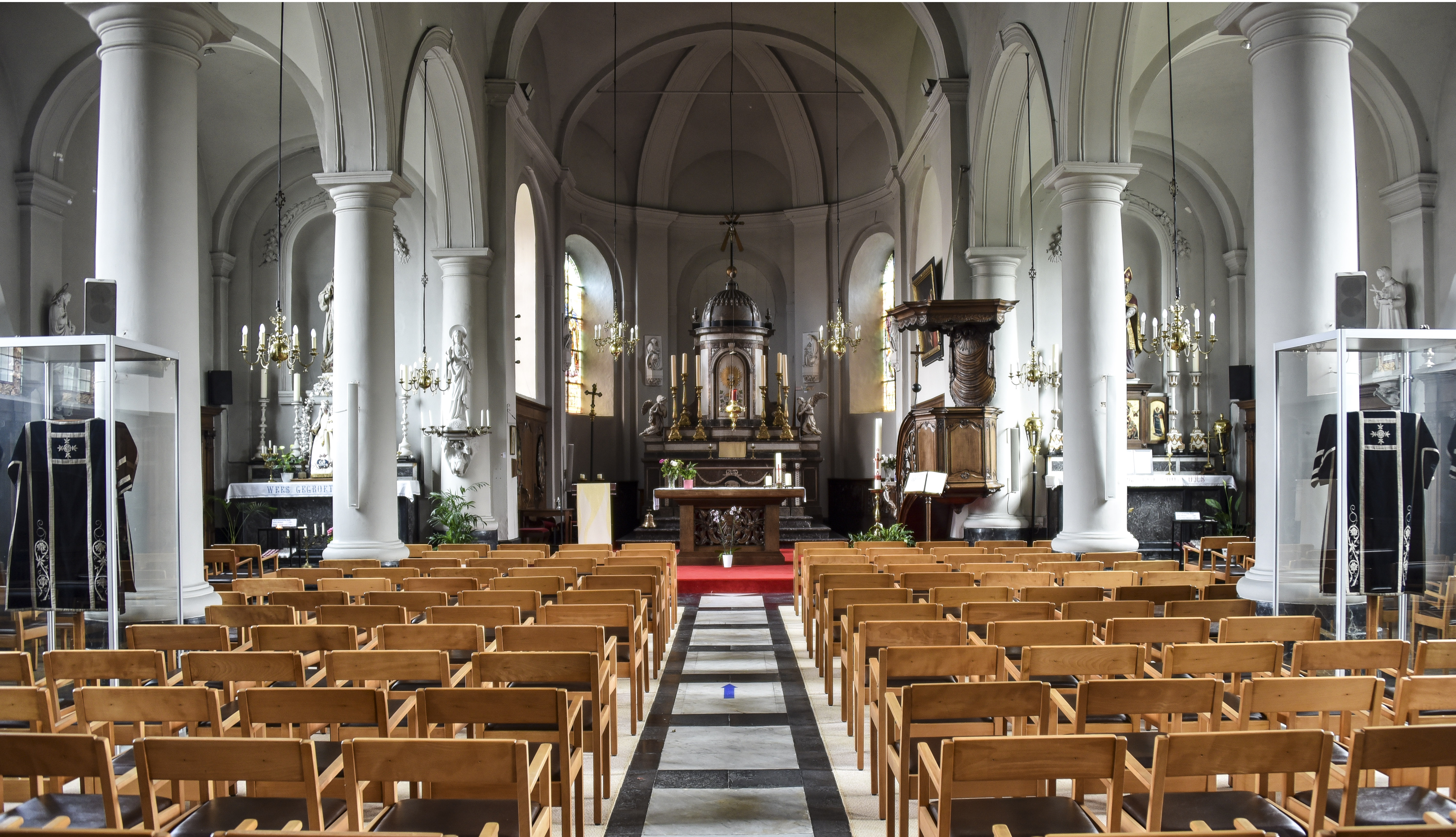
Kerkschip en koor
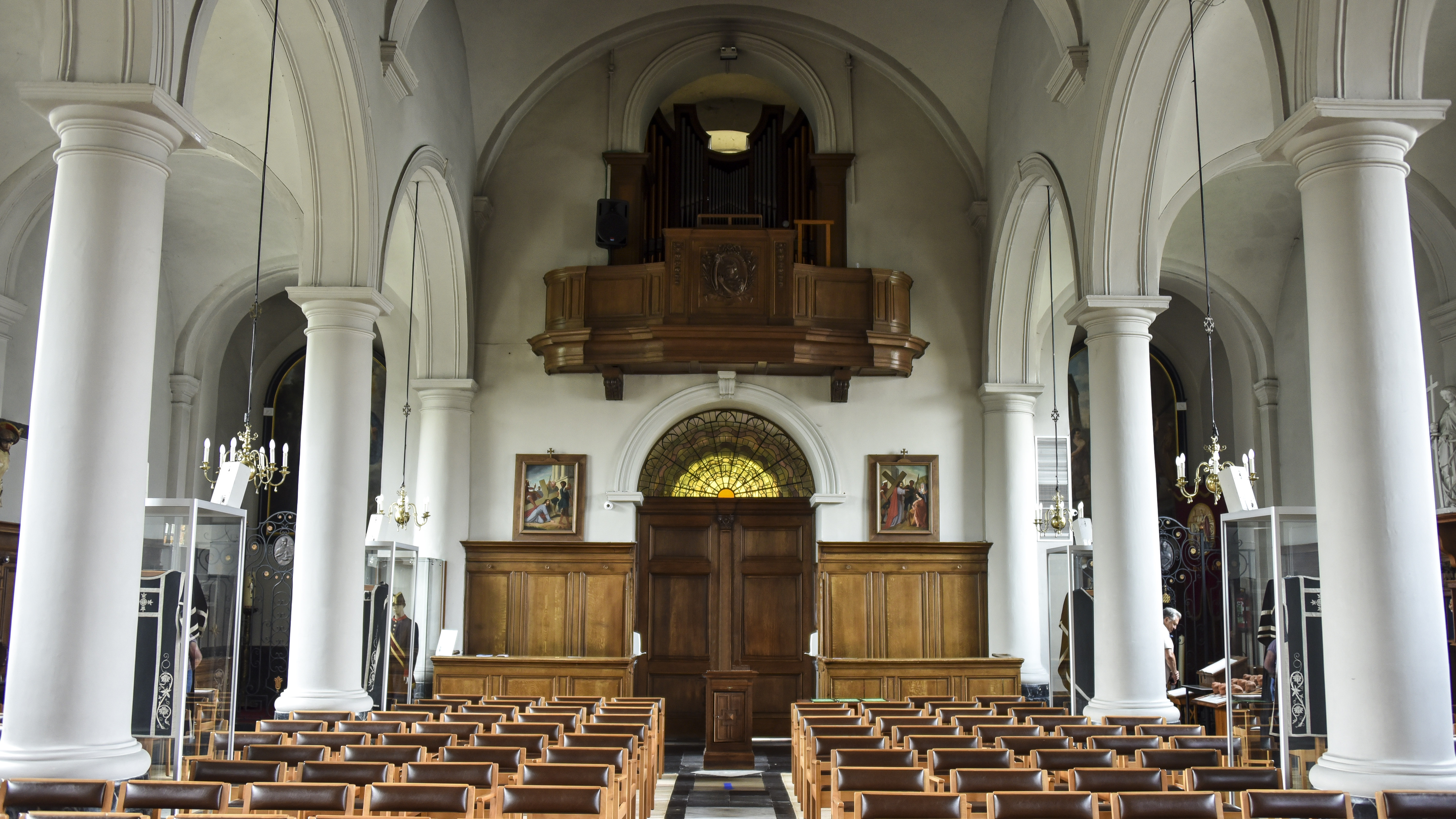
Achterzijde kerkschip en kerkorgel
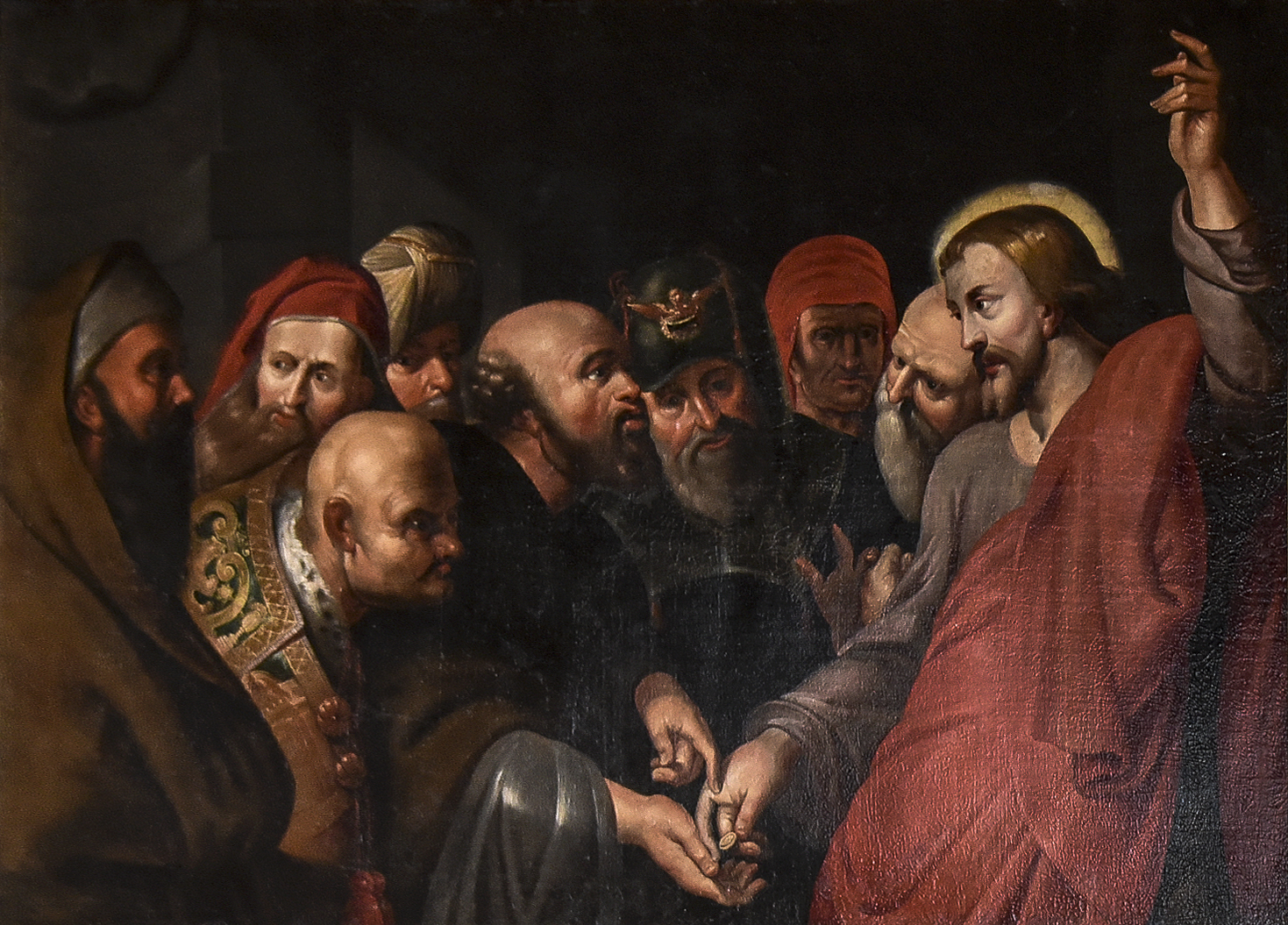
Christus en de Cijnspenning
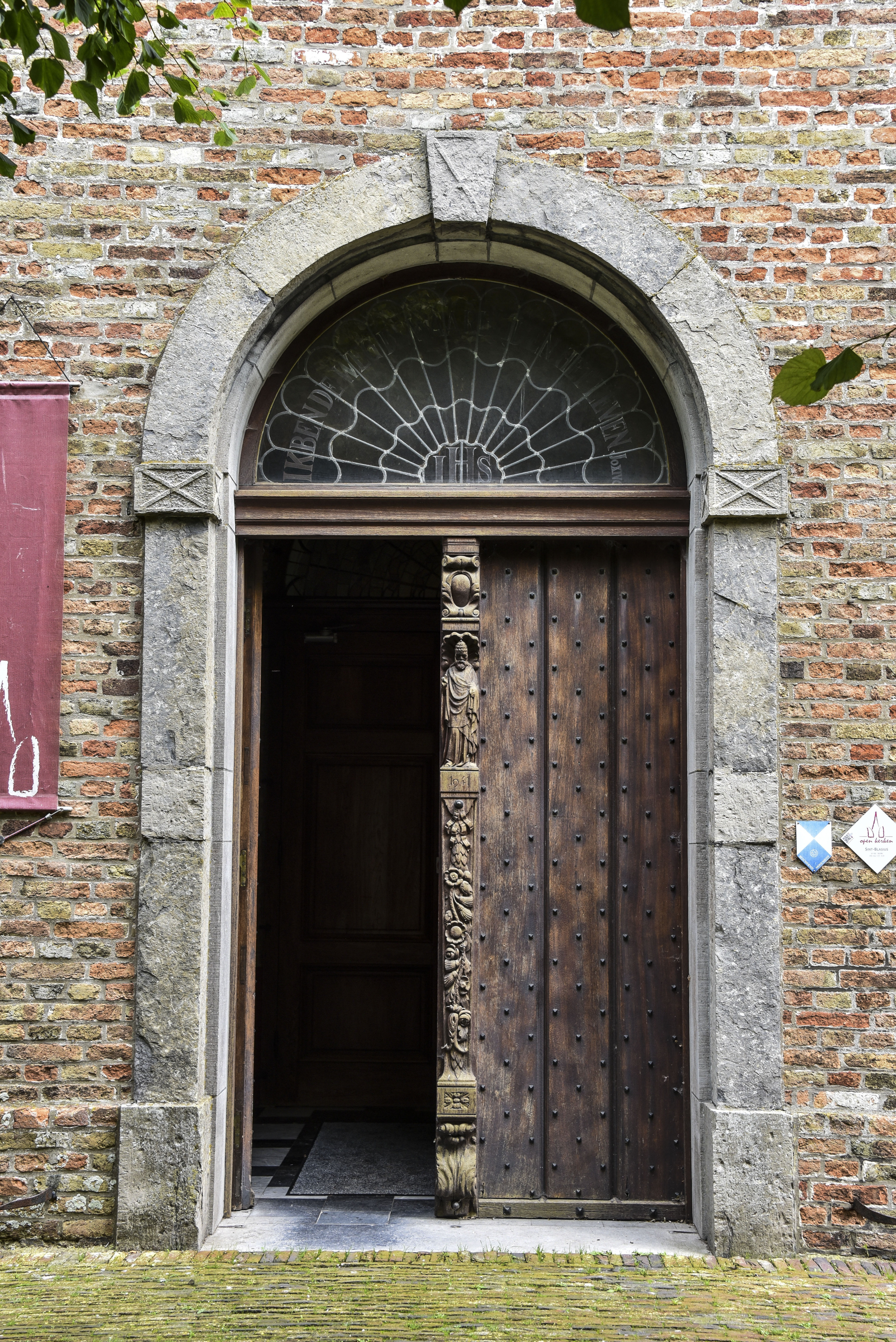
Toegangsdeur met makelaar
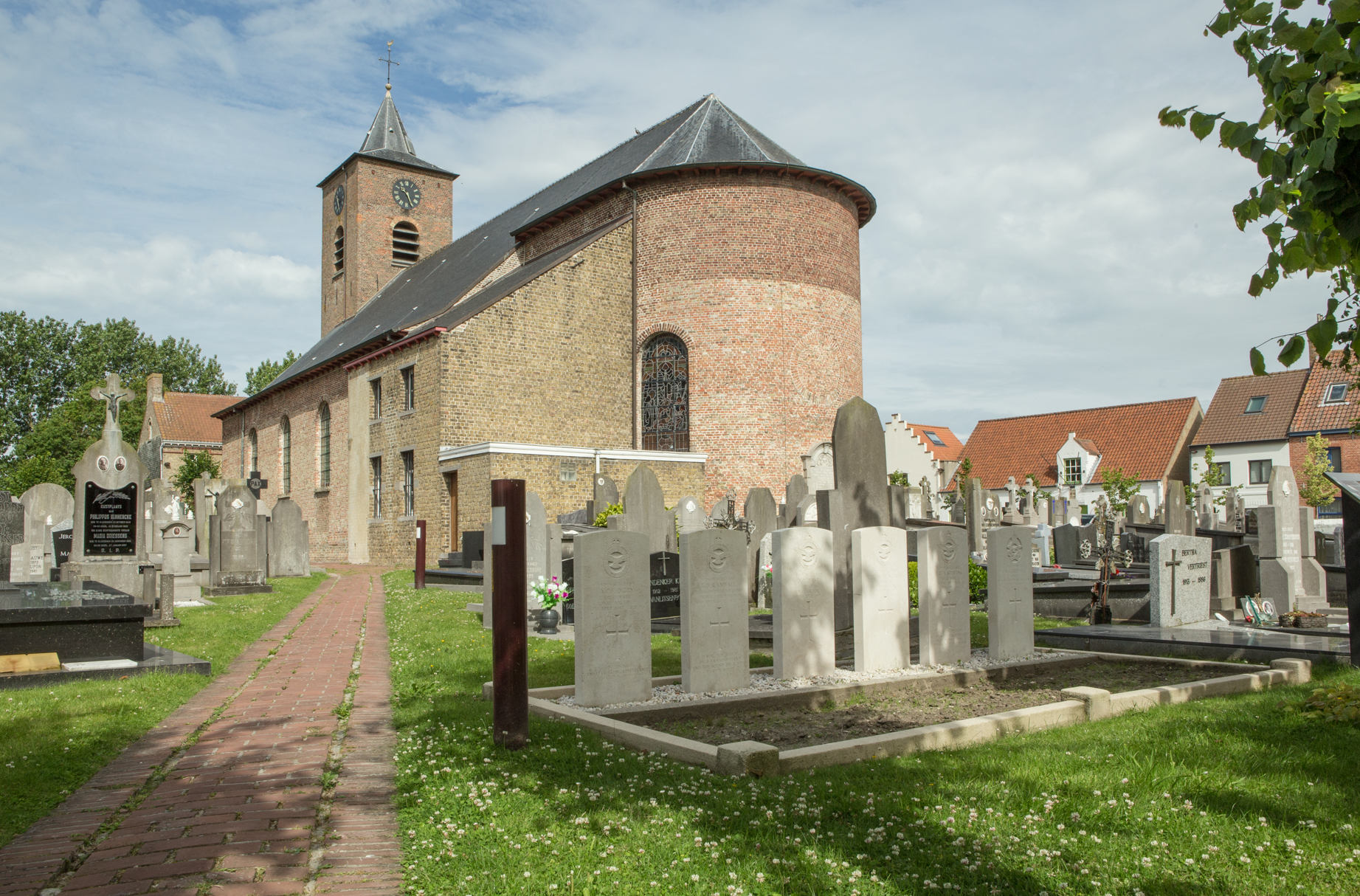
Kerkhof met de graven van de vliegtuigbemanning